# Entropie croisée
L'entropie croisée entre deux distributions de probabilité p et q mesure le nombre moyen de bits nécessaires pour coder des événements provenant d'une distribution réelle p, en utilisant un système de codage basé sur une distribution q.
L'entropie croisée pour deux distributions {\displaystyle p} et {\displaystyle q} sur le même espace probabilisé est définie de la façon suivante :
où {\displaystyle H(p)} est l'entropie de {\displaystyle p}, et {\displaystyle D_{\mathrm {KL} }(p||q)} est la divergence de Kullback-Leibler entre {\displaystyle q} et {\displaystyle p}.
Pour {\displaystyle p} et {\displaystyle q} discrets, cela signifie
La formule est analogue pour des variables aléatoires continues :
NB: La notation {\displaystyle \mathrm {H} (p,q)} est parfois utilisées à la fois pour l'entropie croisée et l'entropie conjointe de {\displaystyle p} et {\displaystyle q}.

## Minimisation de l'entropie croisée
La minimisation de l'entropie croisée est souvent utilisée en optimisation et en estimation de probabilité d'événements rares ; voir méthode de l'entropie croisée.
Quand on compare une distribution {\displaystyle q} avec une distribution de référence {\displaystyle p}, l'entropie croisée et la divergence de Kullback-Leibler sont identiques à une constante additive près (quand {\displaystyle p} est fixé): les deux atteignent leur minimum lorsque {\displaystyle p=q}, ce qui donne {\displaystyle 0} pour la divergence KL, et {\displaystyle \mathrm {H} (p)} pour l'entropie croisée.
Cependant, comme expliqué dans l'article divergence de Kullback-Leibler, la distribution {\displaystyle q} est parfois la loi fixée a priori, et la distribution {\displaystyle p} est optimisée pour être la plus proche possible de {\displaystyle q}, sous certaines contraintes. Dans ce cas les deux minimisations ne sont pas équivalentes. Cela conduit à des ambiguïtés dans la littérature, avec des auteurs tentant de réduire la confusion en définissant l'entropie croisée par {\displaystyle D_{KL}(p||q)} plutôt que par {\displaystyle H(p,q)}.